# Rejselegitimation
For danske statsborgere udgør kun pas gyldig Rejselegitimation. Danske statsborgere kan dog rejse i de nordiske lande uden at medbringe pas. 
Til indrejse i en række lande skal passet forinden være forsynet med et visum til landet. 
For udlændinges adgang til Danmark er der i udlændingebekendtgørelsen (se eksternt link nedenfor) fastsat en række meget detaljerede krav til rejselegitimationens beskaffenhed, såvel hvad angår pas, fremmedpas eller rejsedokument for flygtninge og fællespas eller kollektivpas. 
Udlændinge skal have deres pas eller anden rejselegitimation påtegnet (viseret) før indrejsen, medmindre de pågældende er fritaget for visum. Visum udstedes med gyldighed for alle Schengen-lande.